# Jüri Allik
Pour les articles homonymes, voir Allik.
 (septembre 2015).
Si vous disposez d'ouvrages ou d'articles de référence ou si vous connaissez des sites web de qualité traitant du thème abordé ici, merci de compléter l'article en donnant les références utiles à sa vérifiabilité et en les liant à la section « Notes et références ».
Jüri Allik est un éminent psychologue estonien de l'Université de Tartu né le 3 mars 1949 à Tallinn (Estonie).

## Biographie
Allik est docteur en psychologie des universités de Moscou (Russie) et de Tampere (Finlande). Après des études à l'université de Tartu, il devint professeur de psychophysique en 1992 et de psychologie expérimentale en 2002. Il est également le chef du département de psychologie de l'Université de Tartu, président de la base estonienne de la Science et rédacteur du journal de science sociale Trames, la plus importante publication des sciences humaines de l'Estonie en anglais.
Allik était le président et le vice-président de l'association psychologique estonienne. Il est membre de l'Académie estonienne des sciences et membre étranger de l'Académie finlandaise des sciences. En 1998, il reçut la récompense nationale estonienne de la Science, catégorie sociale des sciences.
Les contributions principales d'Allik à la psychologie internationale se situent principalement dans deux secteurs : mouvement visuel de perception et d'œil, et l'étude comparative du collectivisme contre l'individualisme. Dans l'Estonie et en estonien, ses publications très critiques sur Sigmund Freud, sur l'histoire de la psychologie, et sur la mesure de la productivité de la science, de la transition de la science, et du contrôle de qualité sont de grande importance aussi bien.

## Sélection de publications récentes
- Allik, J. et McCrae, R.R., Vers une géographie des traits de personnalité : modèles des profils à travers 36 cultures. Journal de la psychologie Croix-Culturelle, 35, 13-28.
- Allik, J. Realo, A. . Individualisme-collectivism et capital social. Journal de la psychologie Croix-Culturelle, 35, 29-49.
- Allik, J., Toom, M., Et Luuk, A. . Planification de la direction et de l'amplitude saccadées de mouvement d'œil. Recherche Psychologique, 67, 10-21.
- Kreegipuu, K., Et Allik, J. . Temps de début et position perçus d'un stimulus mobile. Recherche De Vision, 43, 1625-1635.
- McCrae, R.R. Et Allik, J. , Le Modèle De Cinq-Facteur À travers Des Cultures. New York : Éditeurs De Kluwer Academic/Plenum, 2002.
- Aavik, T. Et Allik, J. . La structure des valeurs personnelles estoniennes : Une approche lexicologique. Journal européen de la personnalité, 16, 221-235.
- Realo, A. Et Allik, J. . Une étude croix-culturelle de collectivism : Une comparaison des étudiants américains, estoniens, et russes. Journal de la psychologie sociale, 139, 133-142.
- Toomela, A. Et Allik, J. . Composants de mémoire fonctionnante verbale. Les sciences comportementales et de cerveau, 22 , 110-111.
- Allik, J. . Percevoir enmattered la forme. Trames, 3 , 81-98.

## Distinctions
- Ordre de l'Étoile blanche d'Estonie de 4e classe